# Sadleriana supercarinata
Sadleriana supercarinata is een slakkensoort uit de familie van de Hydrobiidae. De wetenschappelijke naam van de soort is voor het eerst geldig gepubliceerd in 1969 door Schutt.